# Virtus Pallacanestro Bologna 2009-2010
Questa voce raccoglie le informazioni riguardanti la Virtus Pallacanestro Bologna nelle competizioni ufficiali della stagione 2009-2010.

## Stagione
La stagione 2009-2010 della Virtus Pallacanestro Bologna sponsorizzata Canadian Solar è la 72ª nel massimo campionato italiano di pallacanestro, la Serie A.
All'inizio della nuova stagione la Lega Basket decise di modificare il regolamento riguardo al numero di giocatori stranieri da schierare contemporaneamente in campo. Si potevano iscrivere a referto 6 giocatori stranieri di cui massimo 3 non appartenenti a Paesi appartenenti alla FIBA Europe.
Durante l'estate lasciano la Virtus Bologna anche gli altri giocatori facenti parte dell'organico 2008-2009 con le sole eccezioni di Brett Blizzard, Petteri Koponen, Dušan Vukčević e Alex Righetti. Sabatini richiama il gm della promozione Faraoni e decide di affidare la guida della squadra a Lino Lardo.
Nel corso dell'estate arrivano a Bologna Michele Maggioli, Diego Fajardo, Vikt'or Sanik'idze, LeRoy Hurd, David Moss e Andre Collins.
Il 4 settembre 2009 la squadra è colpita da un grave lutto per la scomparsa di Gian Luigi Porelli storico presidente del club.
Nel corso della preparazione in vista della Supercoppa italiana, Andre Collins si infortuna e la società è costretta a tornare sul mercato ingaggiando il play Scoonie Penn.
Il 4 ottobre 2009 la Virtus Bologna scende in campo contro la Montepaschi Siena campione d'Italia in carica. I toscani vinceranno l'incontro 87-65.
Dopo undici partite i bianconeri sono a quota 12 punti con sei vittorie e cinque sconfitte.
Il 17 dicembre 2009 la squadra è colpita da un nuovo lutto, questa volta per la prematura scomparsa del giocatore Paolo Barlera.
In seguito al rientro di Andre Collins la società saluta Scoonie Penn che torna ai greci dell'Olympiacos.
La Stagione prosegue tra alti e bassi, ma la squadra perde per infortunio Petteri Koponen, proprio nel momento clou della stagione. I bianconeri chiudono il campionato al quinto posto e ai playoff arrivano sino a gara-5 contro Pallacanestro Cantù, perdendo però la serie per 3-2.

## Roster
Aggiornato al 10 gennaio 2022
| Canadian Solar Virtus Bologna 2009-2010 | Canadian Solar Virtus Bologna 2009-2010 |
| Giocatori                               | Staff tecnico                           |
| --------------------------------------- | --------------------------------------- |

| N. | Naz.                                       | Ruolo | Nome                 | Anno | Alt.   | Peso   |  |
| -- | ------------------------------------------ | ----- | -------------------- | ---- | ------ | ------ |  |
| 5  | Stati Uniti (bandiera)                     | P     | Scoonie Penn         | 1977 | 178 cm | 79 kg  |  |
| 5  | Stati Uniti (bandiera)                     | P     | Aaron Jackson        | 1986 | 191 cm | 83 kg  |  |
| 6  | Finlandia (bandiera)                       | P     | Petteri Koponen      | 1988 | 194 cm | 88 kg  |  |
| 7  | Stati Uniti (bandiera) · Italia (bandiera) | G     | Brett Blizzard       | 1980 | 191 cm | 90 kg  |  |
| 8  | Italia (bandiera)                          | AC    | Filippo Baldi Rossi  | 1991 | 207 cm | 95 kg  |  |
| 9  | Italia (bandiera)                          | A     | Alex Righetti        | 1977 | 198 cm | 98 kg  |  |
| 9  | Italia (bandiera)                          | G     | Riccardo Moraschini  | 1991 | 193 cm | 82 kg  |  |
| 11 | Stati Uniti (bandiera)                     | PG    | Andre Collins        | 1981 | 183 cm | 80 kg  |  |
| 12 | Spagna (bandiera) · Italia (bandiera)      | AC    | Diego Fajardo        | 1976 | 208 cm | 105 kg |  |
| 13 | Georgia (bandiera)                         | AG    | Vikt'or Sanik'idze   | 1986 | 203 cm | 88 kg  |  |
| 14 | Italia (bandiera)                          | C     | Michele Maggioli     | 1977 | 212 cm | 114 kg |  |
| 15 | Stati Uniti (bandiera)                     | AP    | David Moss           | 1983 | 196 cm | 94 kg  |  |
| 16 | Italia (bandiera)                          | G     | Matteo Negri         | 1991 | 194 cm | 83 kg  |  |
| 18 | Argentina (bandiera) · Italia (bandiera)   | G     | Patricio Prato       | 1979 | 194 cm | 87 kg  |  |
| 19 | Italia (bandiera)                          | AG    | Luca Fontecchio      | 1991 | 201 cm | 100 kg |  |
| 19 | Estonia (bandiera)                         | A     | Kristjan Kangur      | 1982 | 202 cm | 95 kg  |  |
| 20 | Serbia (bandiera) · Grecia (bandiera)      | AP    | Dušan Vukčević (C)   | 1975 | 201 cm | 88 kg  |  |
| 31 | Stati Uniti (bandiera)                     | AC    | LeRoy Hurd           | 1980 | 202 cm | 107 kg |  |
| -  | Italia (bandiera)                          | G     | Luca Busi            | 1992 | 190 cm |        |  |
| -  | Italia (bandiera)                          | P     | Mario Chiusolo       | 1991 | 187 cm |        |  |
| -  | Italia (bandiera)                          | C     | Simone Fabiani       | 1992 | 203 cm |        |  |
| -  | Italia (bandiera)                          | AC    | Giulio Gazzotti      | 1991 | 202 cm | 102 kg |  |
| -  | Italia (bandiera)                          | PG    | Gabriele Spizzichini | 1992 | 195 cm | 79 kg  |  |
| -  | Italia (bandiera)                          | G     | Michele Vitali       | 1991 | 196 cm | 80 kg  |  |

| Allenatore                                                                     |
| - Lino Lardo                                                                   |
| Assistente/i                                                                   |
| - Christian Fedrigo - Marco Sodini Legenda - (C) Capitano - Infortunato Roster |

## Mercato

### Sessione estiva
| Acquisti | Acquisti           | Acquisti        | Acquisti      | Acquisti |
| R.a      | Nome               | da              | Modalità      |          |
| -------- | ------------------ | --------------- | ------------- | -------- |
| P        | Andre Collins      | B.C. Ferrara    | definitivo    |          |
| AP       | David Moss         | Mens Sana Siena | prestito      |          |
| C        | Michele Maggioli   | Jesi Academy    | definitivo    |          |
| AC       | Diego Fajardo      | Murcia          | definitivo    |          |
| P        | Scoonie Penn       | B.K. Kiev       | definitivo    |          |
| AC       | LeRoy Hurd         | V.L. Pesaro     | definitivo    |          |
| AG       | Vikt'or Sanik'idze | Tartu Ülikooli  | definitivo    |          |
| G        | Dimitri Lauwers    | Pall. Varese    | fine prestito |          |
| AG       | Federico Lestini   | N.B. Brindisi   | fine prestito |          |

| Cessioni | Cessioni             | Cessioni             | Cessioni       | Cessioni |
| R.       | Nome                 | a                    | Modalità       |          |
| -------- | -------------------- | -------------------- | -------------- | -------- |
| C        | Sharrod Ford         | Sptk. S. Pietroburgo | fine contratto |          |
| P        | Earl Boykins         | Free agent           | fine contratto |          |
| AG       | Reyshawn Terry       | Obradoiro            | fine contratto |          |
| AG       | Guilherme Giovannoni | UniCEUB Brasília     | fine contratto |          |
| G        | Keith Langford       | Chimki               | fine contratto |          |
| AC       | Riccardo Malagoli    | N.B. Brindisi        | prestito       |          |
| C        | Roberto Chiacig      | Scafati Basket       | fine contratto |          |
| C        | Paolo Barlera        | Free agent           | fine contratto |          |
| P        | Claudio Tommasini    | Fulgor L. Forlì      | prestito       |          |
| G        | Dimitri Lauwers      | Scandone Avellino    | fine contratto |          |
| AG       | Federico Lestini     | Free agent           | fine contratto |          |

### Dopo l'inizio della stagione
| Acquisti | Acquisti        | Acquisti       | Acquisti      | Acquisti   |
| R.       | Nome            | da             | Data          | Modalità   |
| -------- | --------------- | -------------- | ------------- | ---------- |
| G        | Patricio Prato  | A. Costa Imola | dicembre 2009 | definitivo |
| P        | Aaron Jackson   | Antalya BŞB    | maggio 2010   | definitivo |
| A        | Kristjan Kangur | ASVEL          | maggio 2010   | definitivo |

| Cessioni | Cessioni     | Cessioni   | Cessioni       | Cessioni    |
| R.       | Nome         | a          | Data           | Modalità    |
| -------- | ------------ | ---------- | -------------- | ----------- |
| P        | Scoonie Penn | Olympiakos | 2 gennaio 2010 | rescissione |